# Verlag Waldemar Kramer
Der Verlag Waldemar Kramer war ein deutscher Buchverlag in Frankfurt am Main. Der Verlag wird seit 2010 als Imprint vom marixverlag in Wiesbaden geführt, der seinerseits seit 2014 zum Verlagshaus Römerweg gehört.

## Geschichte
Der Verlag wurde als Dr. Waldemar Kramer Verlagsbuchhandlung am 1. Januar 1939 von Waldemar Kramer gegründet. Die Firma ging aus der Buch- und Kunstdruckerei W. Kramer & Co. hervor, die von seinem Vater Ludwig Kramer und dessen Bruder Wilhelm 1907 gegründet worden war. Die Druckerei, die künftig mit dem Verlag im eigenen Druck- und Verlagshaus im Frankfurter Stadtteil Bornheim eng zusammenarbeitete, bestand nach 1939 selbständig weiter.
Der Verleger Waldemar Kramer (1909–1988) hatte Betriebswirtschaftslehre in Frankfurt am Main und Berlin studiert und wurde in Frankfurt mit einer für die damalige Zeit umfangreichen Dissertation über ein Thema zur Staffelkalkulation im Buchdruck promoviert. Bereits mit seiner ersten Verlagspublikation, dem Frankfurter Anekdoten-Büchlein von Karl-Friedrich Baberadt, setzte Kramer den künftigen Schwerpunkt seines Programms auf die Literatur über Frankfurt, dessen Geschichte und Kultur. 1940 wurde der Verleger zum Kriegsdienst eingezogen, und bei einem Luftangriff am 20. Dezember 1943 wurde das Frankfurter Druckerei- und Verlagsgebäude in der Straße Bornheimer Landwehr 57a zerstört.
Nach der Rückkehr aus englischer Kriegsgefangenschaft 1945 begann Kramer unverzüglich mit dem Wiederaufbau des Unternehmens. Er erhielt eine der ersten Verlagslizenzen in Hessen. Diese Lizenz der amerikanischen Besatzungsmacht ermöglichte das Wiedererscheinen der Senckenberg-Schriften und damit die frühe Wiederaufnahme des internationalen Tauschverkehrs für die Senckenbergische Bibliothek. Der Senckenbergischen Naturforschenden Gesellschaft (SNG) blieben Verlag und Verleger jahrzehntelang verbunden. Zum 150-jährigen Jubiläum der SNG 1967 verfasste und verlegte Kramer eine umfassende Chronik der Gesellschaft. Bis in die 1980er Jahre machten Senckenbergiana die Hälfte der gesamten Verlagsproduktion aus.
Im Jahr 1977 trat Henriette Kramer (1949–2023), eine Tochter von Waldemar Kramer, als Teilhaberin in den Verlag ein. Henriette Kramer, die von der Friedrich-Alexander-Universität in Nürnberg mit einer Arbeit über Georg von Cotta als Verleger 1982 promoviert wurde, übernahm nach dem Tod ihres Vaters 1988 die alleinige Geschäftsführung des Verlags. Unter Wahrung des traditionellen Programms mit dem Schwerpunkt auf „Büchern über Frankfurt und Umgebung“ reformierte sie den seit 1998 als GmbH firmierenden Verlag umsichtig für eine Zukunft in der modernen Mediengesellschaft.
Anfang 2010 übergab Henriette Kramer den Verlag Waldemar Kramer an den marixverlag des Verlegers Lothar Wekel in Wiesbaden, der das Verlagsprogramm als Imprint weiterführt.

## Verlagsprogramm
Seit der Gründung 1939 lag der Schwerpunkt des Verlagsprogramms auf Büchern über Frankfurt und Umgebung. Zu den ersten Verlagsautoren gehörte Fried Lübbecke. Mit seinem Buch Merians Frankfurt (1939) eröffnete er die Reihe der Jahresgaben des Bundes tätiger Altstadtfreunde (seit 1966 Freunde Frankfurts). Seitdem, bis zu seinem Tod 1965, blieb Lübbecke dem Verlag mit regelmäßigen Editionen verbunden. Der Verleger Waldemar Kramer selbst verfasste unter anderem das Frankfurt-Lexikon (erstmals 1960) und die Frankfurt-Chronik (erstmals 1964), die zu Standardwerken wurden. Schon früh förderte Kramer die Herausgabe einer Frankfurter Biographie, deren zweibändige Publikation jedoch erst 1994/96 verwirklicht werden konnte. Auf dem Gebiet der Frankfurter Mundartliteratur und -forschung erschien, neben Werkausgaben von Friedrich Stoltze und Carl Malß, das Frankfurter Wörterbuch (18 Lieferungen, 1971–1985, Gesamtausgabe in sechs Bänden 1988) als bedeutendstes Verlagswerk.
Weitere Verlagsschwerpunkte waren: Beschreibende Naturwissenschaften, Naturheilkunde, Kulturgeschichte, Kunst (unter anderem in Monografien über die Künstler der Kronberger Malerkolonie), Kunstpädagogik, Gestaltpsychologie, Philosophie, Schopenhauer-Schrifttum. Zu den Verlagsautoren zählten außerdem: Dietrich Andernacht, Thomas Bauer, Helmut Bode, Friedrich Bothe, Georg Eberle, Willi Emrich, Carl Fischer (Cefischer), Manfred Gerner, Ferdinand Happ, Heinrich Heym, Arthur Hübscher, Wolfgang Klötzer, Franz Lerner, Hermann Meinert, Wolfgang Metzger, Hans Meyers, Albert Richard Mohr, Karl Nahrgang, Ernst Nebhut, Alfons Paquet, Dieter Rebentisch, Benno Reifenberg, Rudolf Schäfer, Wilhelm Schäfer, Günther Vogt und andere.
Im Verlag Waldemar Kramer erschienen wichtige Buchreihen zur Frankfurter Geschichte, darunter das vom Frankfurter Verein für Geschichte und Landeskunde (seit 2003 Gesellschaft für Frankfurter Geschichte) herausgegebene Archiv für Frankfurts Geschichte und Kunst und die Studien zur Frankfurter Geschichte (ab 1962), sowie das Schopenhauer-Jahrbuch der Schopenhauer-Gesellschaft (1952–1992) und die Schriften der Frankfurter Bürgerstiftung (in der Reihe Mäzene, Stifter, Stadtkultur, ab 1998). Vor allem aber brachte der Verlag die Schriftenreihen der Senckenbergischen Naturforschenden Gesellschaft wie Natur und Museum, Senckenberg-Bücher, Kleine Senckenberg-Reihe und andere heraus.
Weitere Verlagsreihen waren unter anderem:
- Veröffentlichungen der Frankfurter Historischen Kommission,
- Veröffentlichungen der Kommission zur Erforschung der Geschichte der Frankfurter Juden,
- Mitteilungen aus dem Frankfurter Stadtarchiv,
- Schriften des Historischen Museums Frankfurt am Main,
- Schriften des Frankfurter Museums für Vor- und Frühgeschichte,
- Schriften der Frankfurter Gesellschaft für Theaterwissenschaft,
- Frankfurter Geographische Hefte,
- Kronberger Drucke,
- Dokumentationsschriften der Museumsgesellschaft Kronberg,
- die Zeitschrift Rad und Sparren des Historischen Vereins Rhein-Main-Taunus,
- Psychologische Arbeiten des Psychologischen Instituts der Frankfurter Universität.